# Vår Gud, som skapar liljan
Vår Gud, som skapar liljan är en sång med text från 1870 av Edvin Paxton Hood och som översatts till svenska 1961 av Jan-Eskil Löfkvist. Texten är hämtad från Johannesevangeliet 14:3. Första versen är hämtad från Matteusevangeliet 19:13-15 och andra versen från Matteusevangeliet 21:15-16.
Sången sjungs till en irländsk melodi. I Herren Lever 1977 är koralsatsen skriven av Torgny Erséus.

## Publicerad i
- Herren Lever 1977 som nummer 882 under rubriken "Kyrkans år - Den helige Mikaels dag".[2]
- Psalmer och Sånger 1987 som nummer 366 under rubriken "Fader, Son och Ande - Gud, vår Skapare och Fader".[1]
- Frälsningsarméns sångbok 1990 som nummer 528 under rubriken "Lovsång, tillbedjan och tacksägelse".